# Cosmopolis (album)

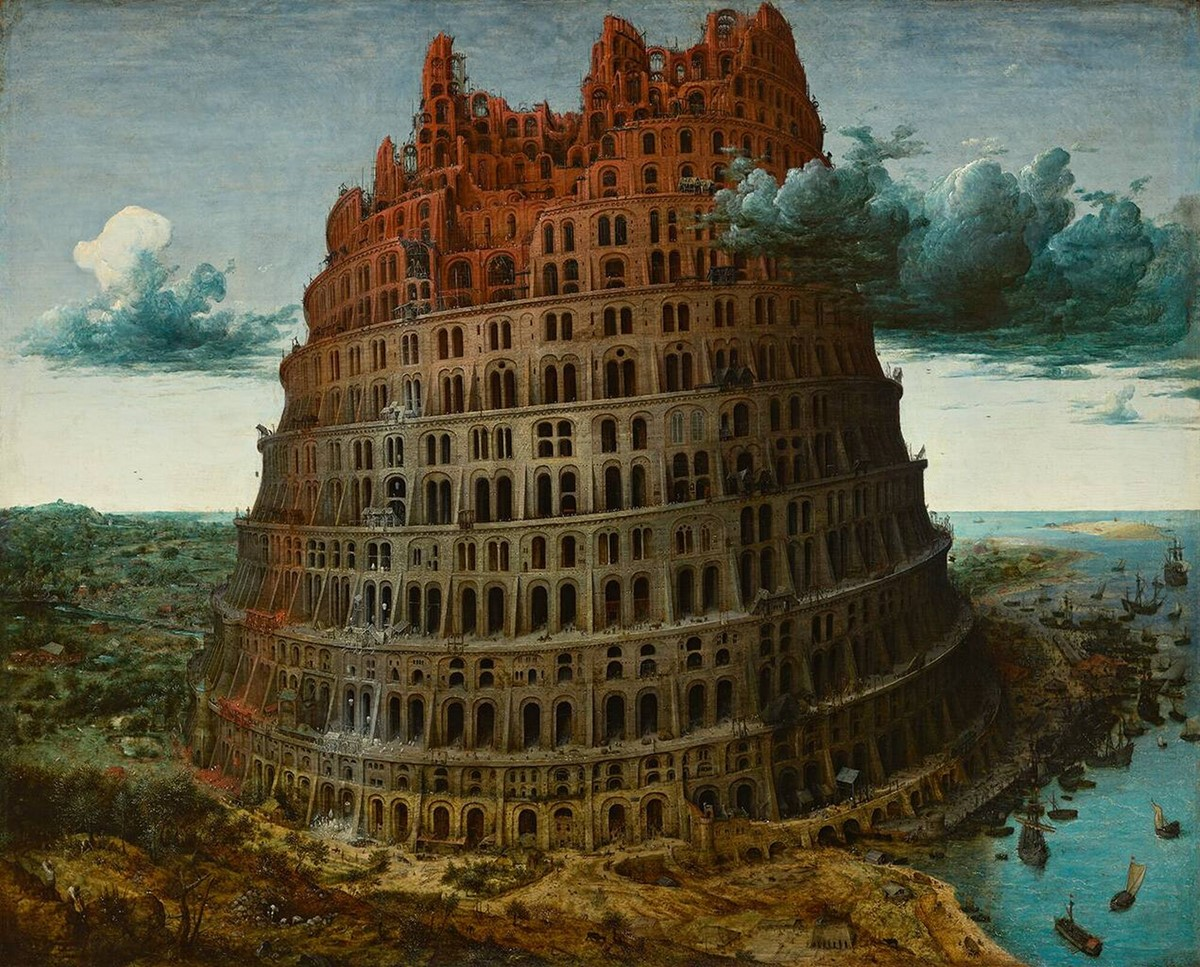
Pieter Bruegel, Mała Wieża Babel

Cosmopolis – drugi studyjny album zespołu Brygada Kryzys wydany przez Kamiling Co w 1992.
W 2000 wytwórnie A.A.MTJ i Mega Czad dokonały reedycji materiału na CD, pomijając przy tym utwór „Naokoło wieży”. Na okładce znajduje się reprodukcja drugiej wersji obrazu Pietera Breugla „Wieża Babel”, zwanej „Małą Wieżą Babel”. Płyta nagrywana była w okresie od października 1991 do sierpnia 1992 w Izabelin Studio. Remiksami zajął się Robert Brylewski, a remasteringiem na potrzeby ponownego wydania Staszek Bokowy. Nad opracowaniem graficznym albumu skupili się Witold Popiel oraz Anna Stępniak.

## Lista utworów

### Wydanie na kasecie magnetofonowej
| Strona A | Strona A                                                                  | Strona A |
| Nr       | Tytuł utworu                                                              | Długość  |
| -------- | ------------------------------------------------------------------------- | -------- |
| 1.       | „Wojna” (R. Brylewski / T. Lipiński)                                      | 4:36     |
| 2.       | „Żondzi xionc” (I. Wereński / P. Żyżelewicz / R. Brylewski / T. Lipiński) | 1:26     |
| 3.       | „Subway train” (R. Brylewski / T. Lipiński)                               | 4:40     |
| 4.       | „Ty i tylko ty” (R. Brylewski / T. Lipiński)                              | 2:55     |
| 5.       | „Too much” (R. Brylewski / T. Lipiński)                                   | 3:33     |
| 6.       | „F.U.C.K.” (I. Wereński / P. Żyżelewicz / R. Brylewski / T. Lipiński)     | 1:56     |
| 7.       | „Naokoło wieży” (Bob Dylan)                                               | 3:30     |
|          |                                                                           | 22:36    |

| Strona B | Strona B                                             | Strona B |
| Nr       | Tytuł utworu                                         | Długość  |
| -------- | ---------------------------------------------------- | -------- |
| 1.       | „To co czujesz” (R. Brylewski / T. Lipiński)         | 5:13     |
| 2.       | „What to do to be true” (R. Brylewski / T. Lipiński) | 3:12     |
| 3.       | „Water” (R. Brylewski / T. Lipiński)                 | 4:40     |
| 4.       | „Cosmopolis” (R. Brylewski / T. Lipiński)            | 5:12     |
| 5.       | „Take my hand” (R. Brylewski / T. Lipiński)          | 3:30     |
|          |                                                      | 21:47    |

### Lista utworów na płycie CD z 1992 roku
| Nr  | Tytuł utworu                                                              | Długość |
| --- | ------------------------------------------------------------------------- | ------- |
| 1.  | „Subway Train” (R. Brylewski / T. Lipiński)                               | 4:39    |
| 2.  | „Too Much” (R. Brylewski / T. Lipińsk)                                    | 3:37    |
| 3.  | „Żondzi Xionc” (I. Wereński / P. Żyżelewicz / R. Brylewski / T. Lipiński) | 1:26    |
| 4.  | „Nie daj się” (R. Brylewski / T. Lipiński)                                | 4:52    |
| 5.  | „I Need U” (R. Brylewski / T. Lipiński)                                   | 2:09    |
| 6.  | „Ty i tylko ty” (R. Brylewski / T. Lipiński)                              | 3:00    |
| 7.  | „To co czujesz” (R. Brylewski / T. Lipiński)                              | 5:15    |
| 8.  | „What To Do To Be True” (R. Brylewski / T. Lipiński)                      | 3:12    |
| 9.  | „Water” (R. Brylewski / T. Lipiński)                                      | 4:39    |
| 10. | „F.U.C.K.” (I. Wereński / P. Żyżelewicz / R. Brylewski / T. Lipiński)     | 1:51    |
| 11. | „Naokoło wieży” (Bob Dylan)                                               | 3:37    |
| 12. | „Wojna!” (R. Brylewski / T. Lipiński)                                     | 4:38    |
| 13. | „Age of Iron” (R. Brylewski / T. Lipiński)                                | 5:22    |
| 14. | „Jazz Brigade” (utwór instrumentalny)                                     | 2:22    |
| 15. | „Cosmopolis” (R. Brylewski / T. Lipiński)                                 | 5:12    |
| 16. | „Take My Hand” (R. Brylewski / T. Lipiński)                               | 7:10    |
| 17. | „Take My Dub” (utwór instrumentalny)                                      | 4:02    |
| 18. | „Ten drugi Dub” (utwór instrumentalny)                                    | 4:39    |
| 19. | „Back Train” (R. Brylewski / T. Lipiński)                                 | 1:33    |
|     |                                                                           | 1:13:15 |

## Skład
- Robert „Afa” Brylewski – gitara, instr. klawiszowe, instr. perkusyjne, cytra, śpiew
- Tomasz „Frantz” Lipiński – śpiew, gitara, instr. perkusyjne
- Ireneusz „Jeżyk” Wereński – gitara basowa
- Piotr „Stopa” Żyżelewicz – perkusja
- Włodzimierz „Kinior” Kiniorski – saksofon
- Aleksander Korecki – saksofon
- Vivian Quarcoo – śpiew

Realizacja
- Andrzej Puczyński – realizacja nagrań
- Grzegorz Piwkowski – realizacja nagrań